# Río Sinaloa
Le Río Sinaloa est un fleuve du nord-ouest du Mexique, qui traverse l'État de Sinaloa du nord-est au sud-ouest. Il naît dans la Sierra Madre occidentale et se jette dans le golfe de Californie.